# Paccha Duchicela
Paccha Duchicela ("la escogida" o "hermosa como la luna, majestuosa como el sol", circa 1485,Reino de Quito- Quito, Imperio Inca, 1525)fue la Shyri XVIdel Reino de Quito, un conjunto puruhá de etnias que habitaron las actuales provincias de Chimborazo, Bolívar, Tungurahua y parte de Cotopaxi, en la actual república del Ecuador. 

## Biografía
Paccha Duchicela nació en el Palacio de Capac Cocha (el actual sitio arqueológico de Pucará Quinchi), dentro de Cacha, la capital del Reino de Quito,gobernado entonces por su padre Cacha Duchicela, el Shyri XV.Tras la muerte de su padre, se convirtió en la heredera del trono, al que accedió con el nombre de Paccha Duchicela, la Shyri XVI.
Después de varios años de lucha contra los incas, el general quiteño Nazacota Puento fue vencido por el Sapa Inca Huayna Cápac, quien tomó a Paccha Duchicela por esposa secundaria como estrategia política para integrar a todos los pueblos del Reino de Quito al Tahuantinsuyo, convirtiéndola entonces en la única ñusta reconocida por las nacionalidades de Quito. Según Gonzalo Fernández de Oviedo y Valdés, cronista de la conquista española: «el Inca Huayna Cápac tuvo razón suficiente de casarse y vivir con ella cosa de treinta años en las casas de placer en Quito, y tener en ella muchos hijos.
En sus últimos años de vida, el Sapa Inca había adquirido la costumbre de quedarse con la Shyri en Quito, donde habían comenzado la construcción de numerosos templos y palacios, tal vez con la intención de trasladar la corte imperial inca a la ciudad quiteña, considerada la segunda capital inca.

## Descendencia
De su matrimonio con Huayna Cápac, Paccha Duchicela habría tenido a:
- Atahualpa Yupanqui y Duchicela, nacido alrededor de 1500.[3][6]Los historiadores peruanos y ecuatorianos no se han puesto de acuerdo sobre su condición de madre de este Inca, pero algunos como Efrén Avilés Pino sostienen que sí fue.[2][7]
- Isabel Paya Yupanqui y Duchisela
- Tupic Cusi Hualpa Yupanqui y Duchicela
- Cora Ocllo Yupanqui y Duchisela
- Juana Azurpay
- Juana Curi De Azurpay Ocllo
- Hualpa Tupac Yupanqui y Duchicela
- Mama Cori Duchisela
- Mateo Yupanqui y Duchicela, nacido alrededor de 1512.[3][1]
- Illescas Yupanqui y Duchicela, nacido alrededor de 1515.[3][1]
- Quispe Sisa, nacida en 1518. Varias fuentes afirman que era la hija de Contarhuacho, la curaca de Hananhuaylas, pero otras fuentes dicen que era una de las muchas hijas de Paccha Duchicela, pero fue adoptada y criada por Contarhuacho.[8][9][10]